# Одномерное стационарное уравнение Шрёдингера
Одномерное стационарное уравнение Шрёдингера — линейное обыкновенное дифференциальное уравнение второго порядка вида
где {\displaystyle \hbar } — постоянная Планка, {\displaystyle m} — масса частицы, {\displaystyle U(x)} — потенциальная энергия, {\displaystyle E} — полная энергия, {\displaystyle \psi (x)} — волновая функция. Для полной постановки задачи о нахождении решения {\displaystyle (1)} надо задать также граничные условия, которые представляются в общем виде для интервала {\displaystyle [a,b]}
где {\displaystyle \alpha _{1},\alpha _{2},\beta _{1},\beta _{2},\gamma _{1},\gamma _{2}} — константы. Квантовая механика рассматривает решения уравнения {\displaystyle (1)} с граничными условиями {\displaystyle (2)} и {\displaystyle (3)}.

## Общие свойства
Исходя из физического смысла волновая функция должна быть однозначной и непрерывной функцией своих координат. Условие нормировки появляется из интерпретации квадрата волновой функции как вероятности,

Отсюда следует, в частности, что волновая функция должна достаточно быстро спадать как функция {\displaystyle x}. В одномерном случае, если волновая функция {\displaystyle \psi (x)\sim 1/x^{\alpha }} при {\displaystyle x\longrightarrow +\infty }, то показатель степени в соответствии с выражением 
 должен удовлетворять неравенству {\displaystyle \alpha >1/2.}
Интегрирование уравнения {\displaystyle (1)} в малой окрестности точки {\displaystyle a} даёт дополнительные условия на производную волновой функции
из которого в пределе {\displaystyle \varepsilon \longrightarrow 0} следует
если потенциальная энергия имеет в точке {\displaystyle a} разрывы первого рода (конечные скачки). Если же в точке a имеется разрыв второго рода, например потенциальная энергия описывается дельта-функцией ({\displaystyle U(x)=-G\delta (x-a)}), то условие {\displaystyle (0c)} принимает вид
Если энергетический спектр невырожден, то существует только одна волновая функция, являющаяся решением уравнения Шрёдингера для данной энергии, причём она определена с точностью до фазы. В случае, когда потенциал симметричен, волновые функции будут либо чётными, либо нечётными и чётность волновых функций чередуется.

## Точные аналитические решения
В общем виде решения уравнения {\displaystyle (1)}, с граничными условиями {\displaystyle (2)} и {\displaystyle (3)} не существует, но при некотором выборе потенциальной энергии можно найти точные решения. Они играют важную роль в построении аналитических приближенных решений уравнения {\displaystyle (1)}.

### Решение для свободной частицы — плоские волны
В свободном пространстве, где отсутствуют потенциалы уравнение {\displaystyle (1)} принимает особенно простой вид
Частными решениями этого уравнения являются функции
Здесь энергия {\displaystyle E} может принимать все значения выше нуля, поэтому говорят, что собственное значение принадлежит непрерывному спектру. Для функций (4a) интеграл (0а), определяющий условие нормировки, расходится. В этом случае нормировочную константу {\displaystyle C} следует определить из условия
где {\displaystyle \delta \left(x\right)} - дельта функция Дирака. В результате получаем {\displaystyle C=1/{\sqrt {2\pi \hbar {\text{v}}}}}, где  {\displaystyle {\text{v}}={\sqrt {2E/m}}} - скорость частицы.
Для уравнения (4) общим решением является суперпозиция плоских волн

### Решение для частицы в одномерной потенциальной яме с бесконечно высокими стенками
Если поместить частицу в потенциальную яму, то непрерывный спектр энергий становится дискретным. Для уравнения {\displaystyle (1)} с потенциальной энергией {\displaystyle U(x)}, которая равна нулю в интервале {\displaystyle (0,a)} и становится бесконечной в точках {\displaystyle 0} и {\displaystyle a}. На этом интервале уравнение Шрёдингера совпадает с {\displaystyle (4)}. Граничные условия {\displaystyle (2)}, {\displaystyle (3)} для волновой функции запишутся в виде
Ищем решения в виде {\displaystyle A\sin {({\sqrt {2mE/\hbar ^{2}}}x+\delta )}}. С учётом граничных условий получаем для собственных значений энергии {\displaystyle E_{n}}
и собственных функций с учётом нормировки

## Численные решения
Сколько-нибудь сложный потенциал в уравнении {\displaystyle (1)} уже не позволяет найти аналитическое решение (вернее, это решение можно найти лишь для задачи об одной частице, движущейся в поле другой), и поэтому требуется привлекать численные методы для решения уравнения Шрёдингера. Одним из самых простых и доступных из них является метод конечных разностей, в котором уравнение {\displaystyle (1)} заменяется уравнением в конечных разностях на выбранной сетке с узлами в точках {\displaystyle x_{n}}, а именно, заменяя вторую производную по формуле 
где {\displaystyle h} — шаг дискретизации, {\displaystyle n} — номер узла сетки, получим
где {\displaystyle U_{n}} — значение потенциальной энергии {\displaystyle U(x)} на узлах сетки. Пусть {\displaystyle a} некоторый характерных масштаб потенциала, тогда уравнение {\displaystyle (11)} можно записать в безразмерном виде
Если обозначить безразмерные величины потенциальной энергии {\displaystyle v_{n}={\frac {2ma^{2}U_{n}}{\hbar ^{2}}}} и собственные значения {\displaystyle e=h^{2}{\frac {2ma^{2}E}{\hbar ^{2}}}}, то уравнение {\displaystyle (12)} упростится
Под последним выражением надо понимать систему уравнений для всех возможных индексов {\displaystyle n}.